# Cantonul Ensisheim
Cantonul Ensisheim este un canton din arondismentul Guebwiller, departamentul Haut-Rhin, regiunea Alsacia, Franța.

## Comune
- Biltzheim
- Blodelsheim
- Ensisheim (reședință)
- Fessenheim
- Hirtzfelden
- Meyenheim
- Munchhouse
- Munwiller
- Niederentzen
- Niederhergheim
- Oberentzen
- Oberhergheim
- Pulversheim
- Réguisheim
- Roggenhouse
- Rumersheim-le-Haut
- Rustenhart